# Oest-Ilimsk
Oest-Ilimsk (Russisch: Усть-Илимск) is een stad in Russisch Oost-Siberië en onderdeel van de oblast Irkoetsk. De stad ligt aan de rivier de Angara.

## Geschiedenis
De stad is ontstaan in 1966 tijdens de bouw van een waterkrachtcentrale.
Op 27 december 1973 werd Oest-Ilimsk een stad.
| 1959 | 1970   | 1979   | 1989    | 2002    |
| ---- | ------ | ------ | ------- | ------- |
| 500  | 21.300 | 68.600 | 110.335 | 100.592 |

## Verkeer
In 1982 begon men met het bouwen van een breedsporig tramnetwerk. In 1985 werd het tramnetwerk geopend.
Oest-Ilimsk heeft een eigen vliegveld.
Bestuurlijk centrum: Irkoetsk

Alzamaj · Angarsk · Bajkalsk · Birjoesinsk · Bodajbo · Bratsk · Tsjeremchovo · Kirensk · Nizjneoedinsk · Sajansk · Sjelechov · Sljoedjanka · Svirsk · Tajsjet · Toeloen · Oesolje-Sibirskoje · Oest-Ilimsk · Oest-Koet · Vichorevka · Zjeleznogorsk-Ilimski · Zima